# Karol Matzenauer
Karol Józef Matzenauer (ur. 26 września 1889 w Bochni, zm. 30 września 1960) – podpułkownik piechoty Wojska Polskiego, kawaler Orderu Virtuti Militari.

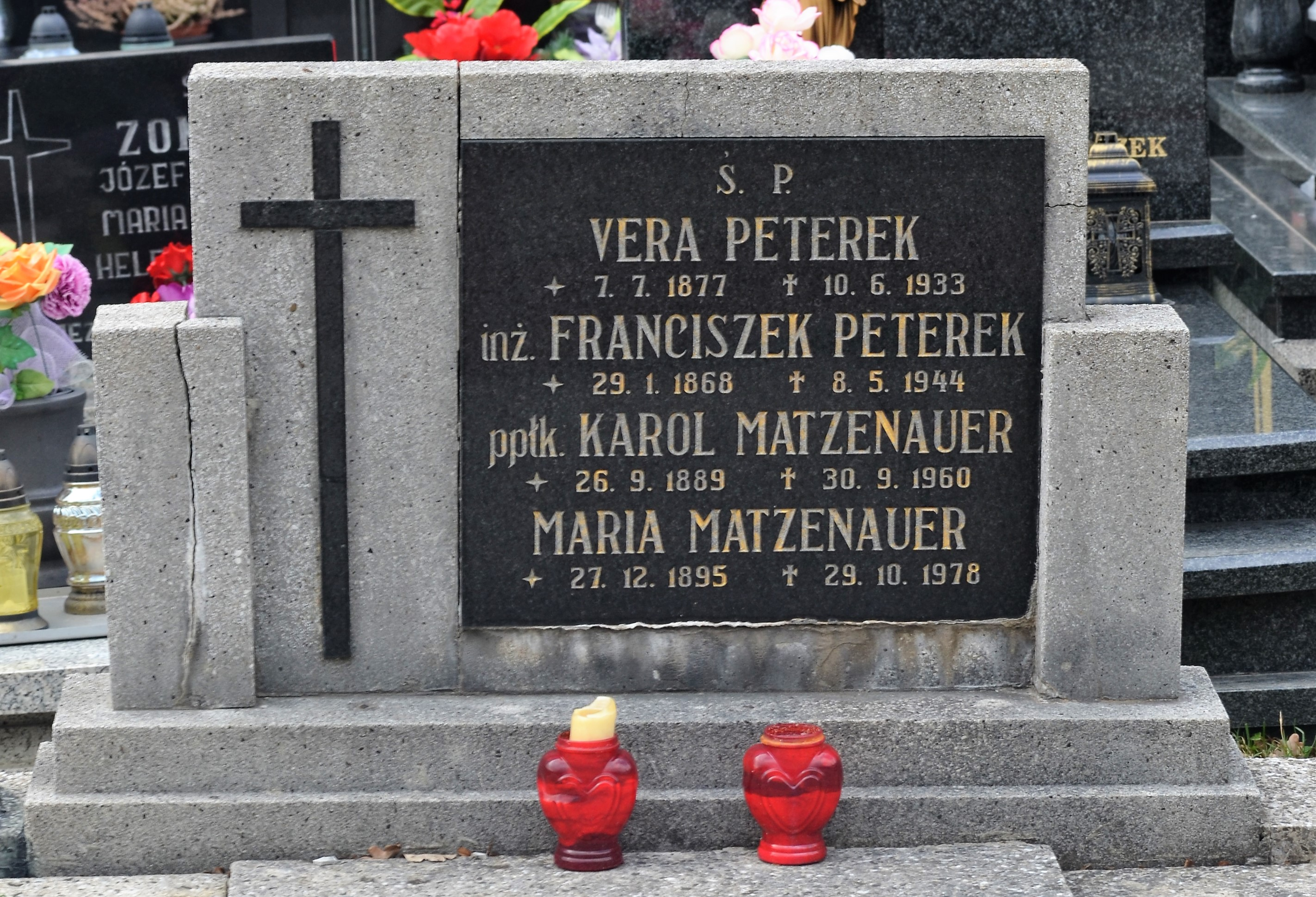
Grobowiec rodziny Karola Matzenauera

## Życiorys
Urodził się 26 września 1889 w Bochni. Był synem Antoniego i Bronisławy z dom Ochocińskiej.
W 1908 ukończył C. K. Gimnazjum II w Tarnowie. Jako żołnierz C. K. Armii u schyłku I wojny światowej działał w konspiracyjnej organizacji „Wolność”.
Po odzyskaniu przez Polskę niepodległości został przyjęty do Wojska Polskiego dekretem z 3 kwietnia 1919 z zatwierdzeniem posiadanego stopnia porucznika ze starszeństwem z dniem 1 sierpnia 1917. Otrzymał przydział z dniem 1 listopada 1918 do 20 pułku piechoty. Wkrótce, 13 grudnia 1918 I batalion pod jego dowództwem w stopniu porucznika udał się na front w trakcie wojny polsko-ukraińskiej. Pierwsze starcie miało miejsce nieopodal wsi Krościenko nad Strwiążem, potem pod Laszkami Murowanymi. W stopniu kapitana walczył w szeregach 2 pułku strzelców podhalańskich na wojnie polsko-bolszewickiej (m.in. w wyprawie kijowskiej i dowodził 2 psp w bitwie o Chyrów), za co otrzymał Krzyż Srebrny Orderu Wojskowego Virtuti Militari. 
3 maja 1922 roku został zweryfikowany w stopniu majora ze starszeństwem z dniem 1 czerwca 1919 roku i 498. lokatą w korpusie oficerów piechoty, a jego oddziałem macierzystym był nadal 2 pułk strzelców podhalańskich w Sanoku. W 1923 był dowódcą I batalionu w tym pułku. W lutym 1924, jako oficer nadetatowy sanockiej jednostki, został zatwierdzony na stanowisku dowódcy Batalionu Szkolnego Piechoty Nr 10 w Cieszynie. 26 stycznia 1928 roku awansował na podpułkownika ze starszeństwem z dniem 1 stycznia 1928 roku i 60. lokatą w korpusie oficerów piechoty. 26 kwietnia 1928 roku został przeniesiony z 8 pułku piechoty Legionów w Lublinie do 64 pułku piechoty w Grudziądzu na stanowisko zastępcy dowódcy pułku. W 1930 został mianowany na stanowisko komendanta miasta Toruń i sprawował je do 1939.
Po wybuchu II wojny światowej podczas kampanii wrześniowej 1939 został wzięty do niewoli niemieckiej podczas wycofywania się na wschód. Następnie został przetransportowany z obozu jenieckiego do Grodziska, gdzie stacjonowała 8 Armia III Rzeszy, po czym został przewieziony do Warszawy i zwolniony wraz z ppłk. dypl. Bronisławem Szostakiem z poleceniem przekazania władzom polskim informacji o bezcelowości dalszej obrony stolicy
Był dwukrotnie żonaty - pierwsza żona, Stefania z domu Łaguna (1893–1920), zmarła w kilka tygodni po ślubie, który zawarli 30 grudnia 1919 w kościele Wszystkich Świętych w Warszawie. Jako wdowiec 30 listopada 1922 w Posadzie Olchowskiej pod Sanokiem poślubił Marię Verę Peterek, córką inż. Franciszka Peterka. Zmarł 30 września 1960. Wraz z żoną Marią (1895–1978) został pochowany na cmentarzu w Jaworzu w grobowcu jej rodziców.

## Ordery i odznaczenia
- Krzyż Srebrny Orderu Wojskowego Virtuti Militari
- Krzyż Walecznych
- Złoty Krzyż Zasługi (19 marca 1936)[24]